# Coppa Svizzera (tennistavolo)
La Coppa Svizzera di tennistavolo maschile è un trofeo organizzato ogni anno in Svizzera dalla Swiss Table Tennis.
La prima edizione ha avuto luogo nel 1936.

## Albo d'oro
- 1936: Montreux
- 1937: Silver Star Genève
- 1938: Silver Star Genève
- 1939: Silver Star Genève
- 1940: -
- 1941: -
- 1942: Silver Star Genève
- 1943: Silver Star Genève
- 1944: Silver Star Genève
- 1945: Silver Star Genève
- 1946: Silver Star Genève
- 1947: Silver Star Genève
- 1948: Silver Star Genève
- 1949: Silver Star Genève
- 1950: Silver Star Genève
- 1951: Silver Star Geneve
- 1952: Lausanne
- 1953: Silver Star Geneve
- 1954: Silver Star Geneve
- 1955: Rapid Genève
- 1956: Rapid Genève
- 1957: Monthey
- 1958: -
- 1959: -
- 1960: Elite Bern
- 1961: Tavannes
- 1962: Rapid Genève
- 1963: Rapid Genève
- 1964: Elite Bern
- 1965: Elite Bern
- 1966: Elite Bern
- 1967: Elite Bern
- 1968: Young Stars Zürich
- 1969: Elite Bern
- 1970: Silver Star Genève
- 1971: Elite Bern
- 1972: Baslerdybli
- 1973: Baslerdybli
- 1974: Baslerdybli
- 1975: Baslerdybli
- 1976: Rapid Genève
- 1977: Rapid Genève
- 1978: Young Stars Zürich
- 1979: Young Stars Zürich
- 1980: Young Stars Zürich
- 1981: Basel
- 1982: Wil
- 1983: Wettstein Basel
- 1984: Kloten
- 1985: Kloten
- 1986: Kloten
- 1987: Wil
- 1988: Silver Star Genève
- 1989: Wil
- 1990: Horn
- 1991: Nidau/Täuffelen
- 1992: Silver Star Genève
- 1993: Young Stars Zürich
- 1994: Wil
- 1995: Silver Star Genève
- 1996: Silver Star Genève
- 1997: Wil
- 1998: Young Stars Zürich
- 1999: Silver Star Genève
- 2000: Silver Star Genève
- 2001: Meyrin
- 2002: Meyrin
- 2003: Meyrin
- 2004: Meyrin
- 2005: Neuhausen
- 2006: Wil
- 2007: Rio-Star Muttenz
- 2008: Rio-Star Muttenz
- 2009: Neuhausen
- 2010: Rio-Star Muttenz
- 2011: Rio-Star Muttenz
- 2012: Rio-Star Muttenz